# Dassault Rafale
Dassault Rafale är ett stridsflygplan som tillverkats och utvecklats av franska Dassault Aviation. Rafale används idag i franska flygvapnet och franska flottans flyg (Aéronavale). 

## Prestanda
Flygplanet har två Snecma M88-motorer, ett fly-by-wire system, rörlig canardvinge, deltavinge och är instabilt. Planet klarar accelerationskrafter från -3 G till +9 G, men kan under extrema förhållanden göra +11 G. Det kräver ca 400 meters landningsbana. Stridsflygplanet är utrustat med radarsystemet RBE2, det elektroniska skyddssystemet SPECTRA, det optroniska igenkänningssystemet Optronique Secteur Frontal (OSF) och eldledningssystemet Damoclès, alla tillverkade av Thales och bortsett från Damoclès inbyggda.

## Produktion/tillverkning
Flygplanet som tillverkas i Mérignac togs i tjänst 4 december 2000 och ersätter de tidigare SEPECAT Jaguar och Vought F-8 Crusader.
I oktober 2012 levererades de första Rafale C-exemplaren med en RBE2 radar av AESA-typ som ersätter dess tidigare PESA-variant. Totalt har 234 plan beställts av Frankrike.

### Export
Flera länder har erbjudits att köpa flygplanet. 
Indien: Först år 2011 kom en utrikes beställning som då gällde 126 flygplan till Indiens flygvapen. Flygplanet var med i Indiska MRCA-tävlingen, vilken Dassault vann och påbörjade en förhandling med Indien gällande ett köp av 126 flygplan. Senare omförhandlades och begränsades dock antalet till 36 flygplan.
Grekland: I september 2020 meddelades att Grekland kommer att köpa 18 stycken Rafaleflygplan. Köpet godkändes av grekiska parlamentet i januari 2021 och omfattade 12 begagnade och 6 nybyggda flygplan till en kostnad av 2,5 miljarder euro.
Förenade Arabemiraten: 80 st år 2022.
Serbien: 12 st år 2024.
Egypten: 55 st år 2015 och 2021.
Qatar: 36 st år 2015 och 2018.
Indonesien: 42 st år 2022.
Kroatien: 12 st år 2021, från det franska flygvapnet.

## Bilder

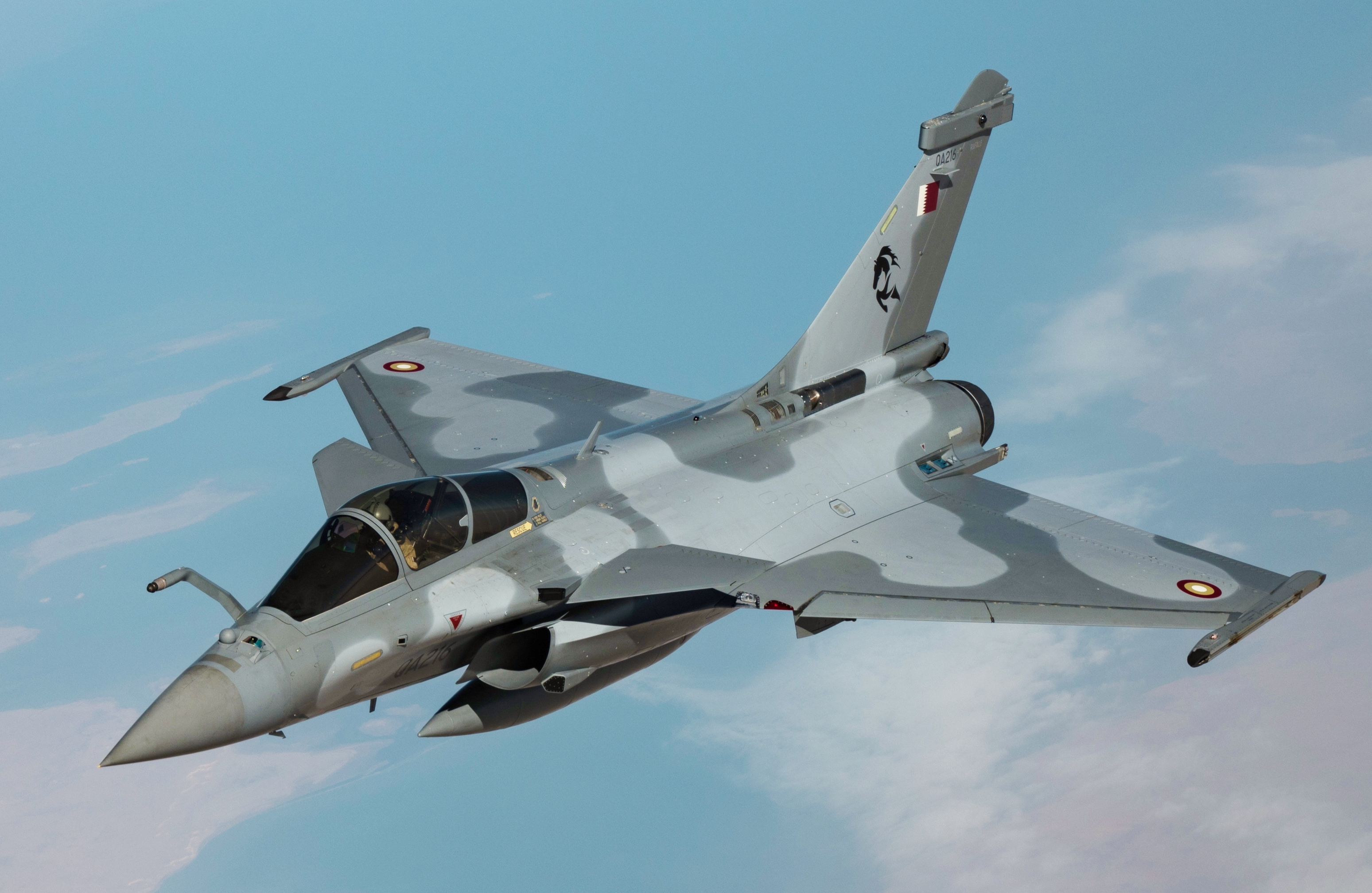
Qatarisk Rafale.
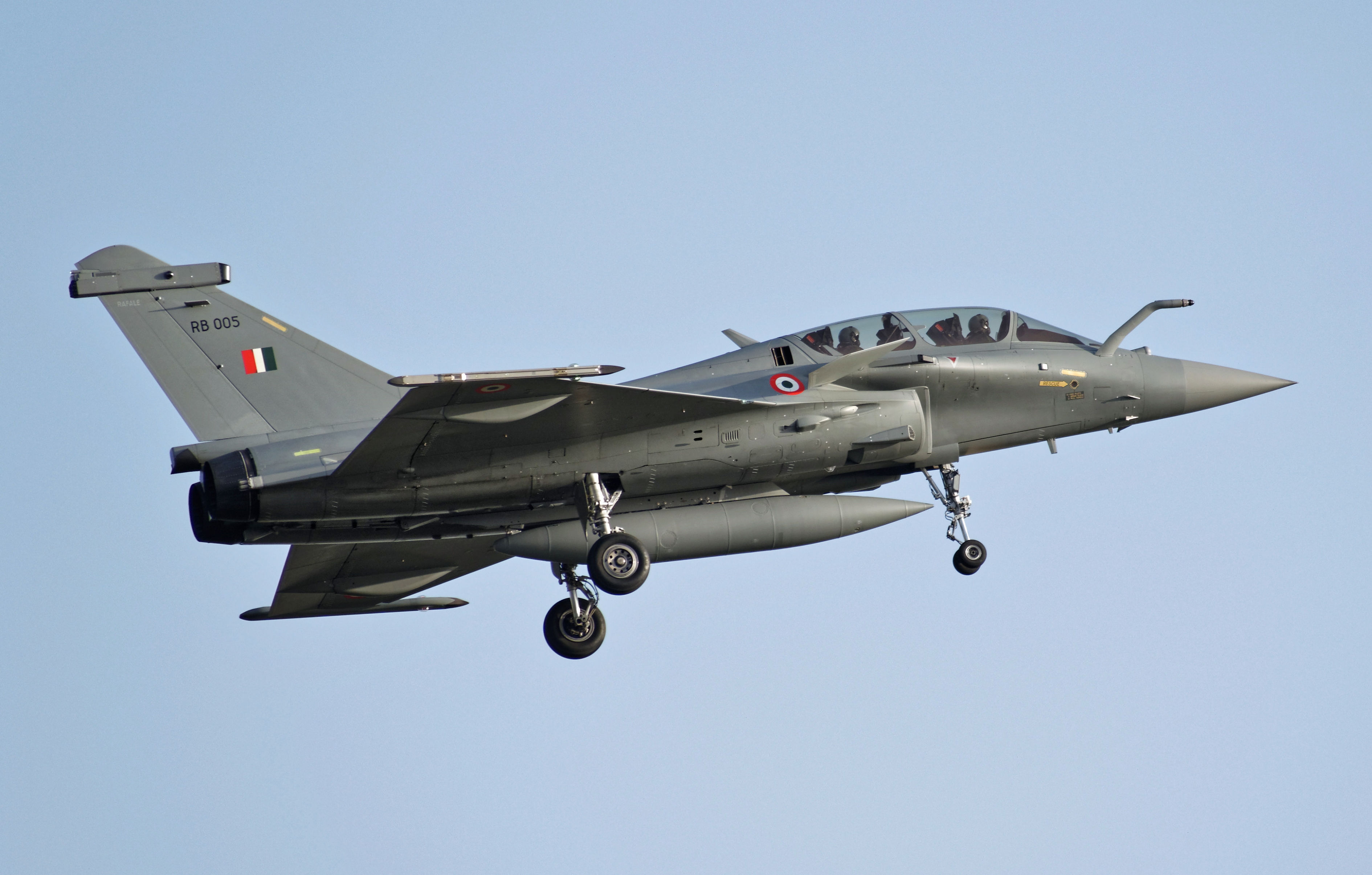
Indisk Rafale.